# Wild Rose
Wild Rose es una película dramática musical británica de 2018 dirigida por Tom Harper y protagonizada por Jessie Buckley, Julie Walters, Sophie Okonedo y Jamie Sives. El guion fue escrito por Nicole Taylor.
La película recibió críticas positivas, con Buckley siendo nominada en los Premio BAFTA a la Mejor Actriz por su actuación.

## Sinopsis
El sueño de Rose-Lynne Harlan es salir de Glasgow para triunfar como cantante de country. Sin embargo, su realidad es diferente, y es que aunque tiene mucho talento acaba de salir de la cárcel y tiene que cuidar de dos niños. Rose vivirá un gran dilema cuando se enfrente a la decisión de elegir entre su familia o el estrellato.

## Reparto
- Jessie Buckley como Rose-Kynne Harlan.
- Julie Walters como Marion.
- Sophie Okonedo como Susannah.
- Jamie Sives como Sam.
- Craig Parkinson como Alan.
- James Harkness como Elliot.
- Janey Godley como Barmaid.
- Daisy Littlefeld como Wynonna.
- Adam Mitchell como Lyle.
- Ryan Kerr como Rory.
- Nicole Kerr como Nell.

## Lanzamiento
La película tuvo su estreno mundial en el Festival Internacional de Cine de Toronto el 8 de septiembre de 2018  y se proyectó en el BFI London Film Festival el 15 de octubre de 2018. Fue lanzado en el Reino Unido el 12 de abril de 2019, por Entertainment One y en los Estados Unidos el 21 de junio de 2019 por NEON.

## Soundtrack
| Wild Rose (Original Motion Picture Soundtrack) |                                                      |                  |          |  |
| N.º                                            | Título                                               | Artista original | Duración |  |
| 1.                                             | «Country Girl (»                                     | Primal Scream    | 4:48     |  |
| 2.                                             | «Outlaw State of Mind»                               | Chris Stapleton  | 3:16     |  |
| 3.                                             | «Born to Run»                                        | Emmylou Harris   | 3:14     |  |
| 4.                                             | «Peace in This House»                                | Wynonna Judd     | 4:41     |  |
| 5.                                             | «I'm Moving On»                                      | Hank Snow        | 2:16     |  |
| 6.                                             | «Crying Over»                                        | Patty Griffin    |          |  |
| 7.                                             | «Angel from Montgomery»                              | John Prine       | 4:05     |  |
| 8.                                             | «Cigarette Row (5 O'Clock Freedom)»                  | N/A              | 3:02     |  |
| 9.                                             | «Alright to Be All Wrong (The Dreamer's Song)»       | N/A              | 3:04     |  |
| 10.                                            | «When I Reach the Place I'm Goin'»                   | Wynonna Judd     | 3:21     |  |
| 11.                                            | «Glasgow (No Place Like Home)»                       |                  |          |  |
| 12.                                            | «Goin' Back to Harlan»                               | Emmylou Harris   | 4:29     |  |
| 13.                                            | «Covered in Regret (Blue, Black and Red)»            | N/A              | 4:12     |  |
| 14.                                            | «Robbing the Bank of Life (Stealing the Night)»      | N/A              | 2:21     |  |
| 15.                                            | «That's the View from Here (Famous Folks Are Weird)» | N/A              | 5:08     |  |
| 16.                                            | «Boulder to Birmingham»                              | Emmylou Harris   | 4:38     |  |
| 17.                                            | «Euston Hustle»                                      | N/A              | 1:16     |  |
| 18.                                            | «The Red Kitchen»                                    | N/A              | 0:56     |  |
| 19.                                            | «The Beach»                                          | N/A              | 2:21     |  |
| 20.                                            | «Le Petit Chat Gris»                                 | N/A              | 1:20     |  |
| 21.                                            | «Glasgow (No Place Like Home)»                       | N/A              | 4:13     |  |